# 2つの演奏会用練習曲
2つの演奏会用練習曲（ドイツ語:Zwei Konzertetüden , S.145/R.6）は、フランツ・リストによって作曲されたピアノ曲集である。
リストがローマに移り住んだ翌年の1862年から1863年にかけて作曲。ジークムント・レーベルトとルートヴィヒ・シュタルクの編纂した教本『理論的・実践的大ピアノ教程』に収められる形で1863年に出版された。リストの弟子、ディオニュス・プルックナー（1834年－1890年）に献呈された。
斬新な和声、洗練された技巧など、いずれも円熟期のリストの確かな自信が感じられる曲集であり、3つの演奏会用練習曲とともに演奏会等でも好んで演奏される。

## 曲の構成
『3つの演奏会用練習曲』の場合と異なり、各曲の題名はリスト自身が与えたものである。
- 第1曲: 森のざわめき (Waldesrauschen)

ヴィヴァーチェ、変ニ長調、4/4拍子。
木々の葉ずれを思わせる6連符の音形が囁くように響き、優美な旋律が流れ始める。風が強くなっていくと共に木々の音は音域や音量を増していき、旋律も次第に高らかに奏されるようになっていく。高音の響き渡るクライマックスが次第に静まっていき、冒頭の音形が再現されると静かに終わる。
- 第2曲: 小人の踊り (Gnomenreigen)

プレスト・スケルツァンド、嬰ヘ短調、6/8拍子。
跳ね回るノームの動きを描写した作品で、メフィスト・ワルツとの関連も指摘される。前打音が多用される冒頭主題と、テンポを上げてアルペッジョを主体とする主題の二つが交互に奏されるロンド形式。作品の前半はほぼト音記号のみで書かれており、軽快な響きを持つ。